# Ermentrude (abbesse de la Cambre)
Pour les articles homonymes, voir Ermentrude.
Ermentrude est une religieuse cistercienne qui fut la 3e abbesse de l'abbaye de la Cambre.